# Herculoids
Herculoides va ser una sèrie animada produïda per Hanna-Barbera Productions. El primer episodi va ser mostrat el 9 de setembre del 1967 i va ser transmès per CBS fins al 6 de setembre del 1969. Van ser creats onze nous episodis el 1981 com a part del programa Space Stars. Als Països Catalans, TV3 va emetre Els Herculoides l'any 1984. Canal 9 ho va fer el 1989 amb el títol Herculoids, i va ser la primera sèrie de dibuixos animats en valencià que emetia.
La història estava basada en la ciència-ficció i era similar a Jonny Quest i El fantasma de l'espai. Tenia lloc en un planeta llunyà anomenat Quasar, al territori Amzot, i havia vuit personatges:
- Zandor, humanoide protector del planeta Amzot/Quasar
- La seva esposa, Tara
- El seu fill, Dorn
- Cinc criatures del planeta, conegudes com els Herculoides, que eren les següents:
  - Zok el drac volador, que emet raigs pels ulls i per la cua. Zok podia sobreviure a l'espai, era capaç de fer viatges estel·lars i podia respirar foc.
  - Igoo el goril·la de roca, que té una pell invulnerable als danys.
  - Tundre rino-triceratops de deu potes, el qual dispara roques d'energia des de la seva banya
  - Dues criatures protoplàstiques anomenades Gloop i Gleep, que poden assumir diverses formes.

Tots dos, herculoides i humanoides, combaten junts per defensar el planeta de diverses amenaces. Els Herculoides tenien un gran nivell d'intel·ligència, ja que podien entendre el llenguatge humà.

## Herculoidesen altres idiomes
- Hongarès: A Herkuloidák
- Anglès: The Herculoids
- Portuguès: Os Herculóides
- Basc: Herkuloideak .
- Castellà: Los Herculoides o Los Defensores Interplanetarios